# Gran Premio della Montagna

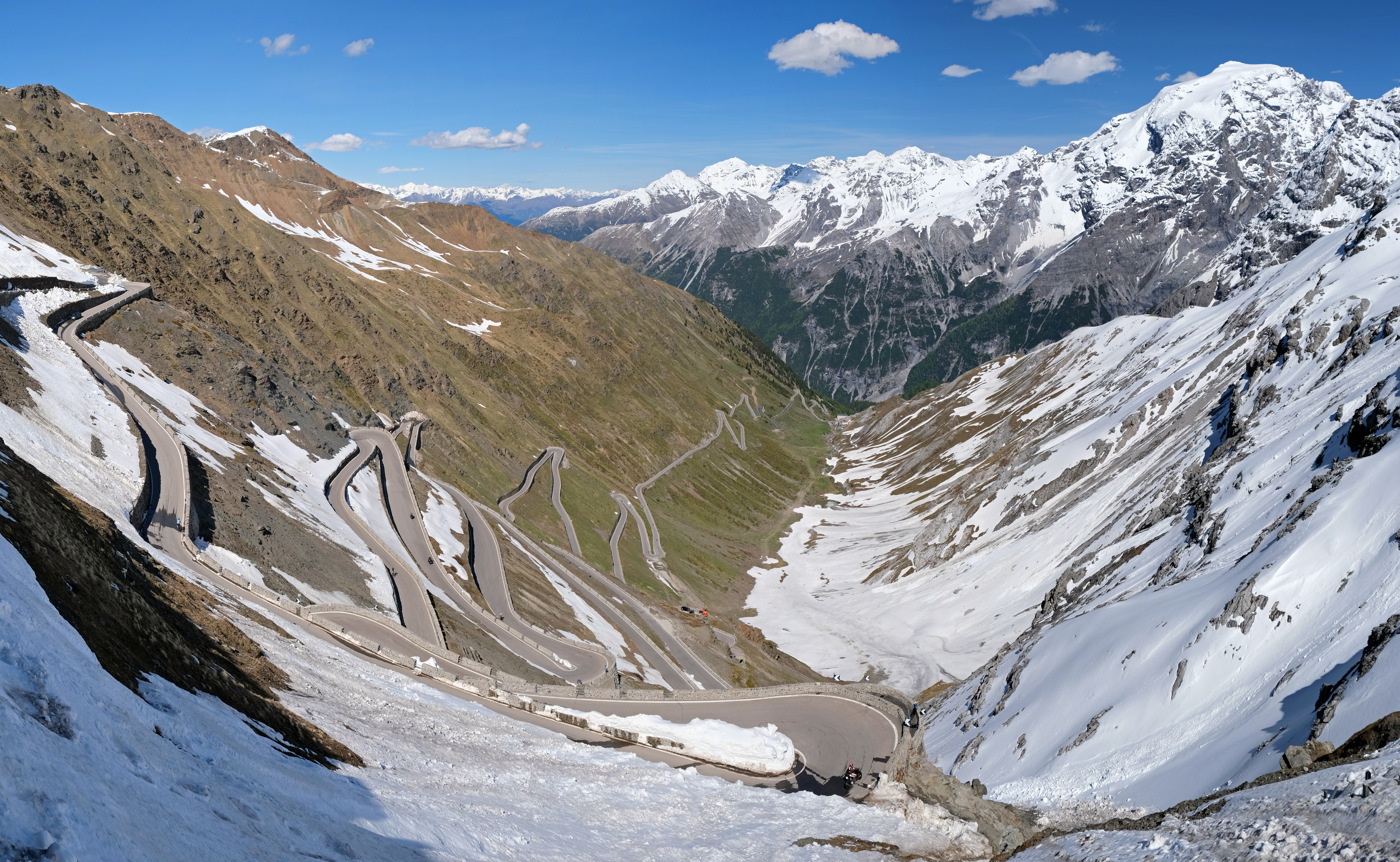
Passo dello Stelvio, Cima Coppi per antonomasia del Giro d'Italia

Il Gran Premio della Montagna (GPM) è un traguardo intermedio collocato lungo il percorso di una corsa ciclistica al termine di salite impegnative, solitamente in corrispondenza del punto più elevato (scollinamento). Dal 1933 fa parte del Giro d'Italia.
Nelle corse a tappe (tra cui il Tour de France, Giro d'Italia e la Vuelta a España) i corridori che, durante la gara, transitano per primi sopra la linea di traguardo di un GPM acquistano, oltre a un premio in denaro messo in palio dagli organizzatori, un punteggio a scalare in base all'ordine di passaggio, che va a costituire una classifica speciale della corsa, il cui leader indossa solitamente una "maglia" (maglia azzurra al Giro, maglia a pois al Tour e maglia a pois blu alla Vuelta).
In tutte le grandi corse a tappe, i GPM sono divisi in categorie in base alle caratteristiche della salita affrontata (lunghezza, pendenza media, pendenza massima, altitudine, condizioni particolari). Il punteggio assegnato ai primi corridori che transitano al GPM è più elevato quanto più è alta la categoria del GPM stesso.

## Descrizione

### Giro d'Italia

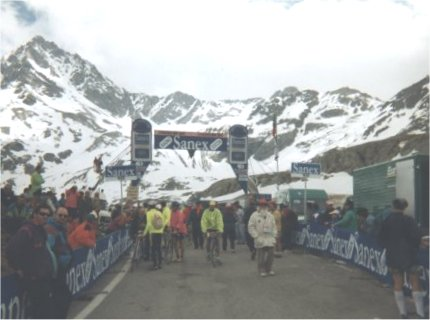
Il Gran Premio della Montagna posto in cima Passo di Gavia nell'edizione del 1999 del Giro d'Italia.

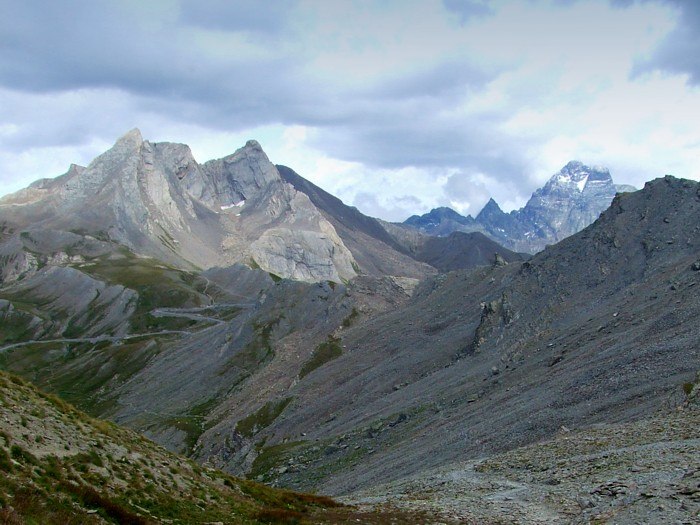
Colle dell'Agnello

Al Giro d'Italia i Gran Premi della Montagna si dividono in quattro categorie. I GPM sono catalogati nelle quattro categorie a discrezione degli organizzatori, ma comunque valutando le quattro misure di difficoltà della salita (lunghezza, pendenza media, pendenza massima, quota). 
Il GPM più alto del Giro è chiamato Cima Coppi in quanto è intitolato alla memoria del campione piemontese: esso è considerato "fuori categoria" e fornisce un punteggio maggiore di qualunque altro GPM. Il leader è contraddistinto dalla maglia verde, fino all'edizione 2011, e dalla maglia azzurra a partire dall'edizione 2012 (fino all'edizione 2006 la maglia azzurra contraddistingueva il leader della Classifica Intergiro). 
Dal Giro d'Italia 2011 è stata introdotta una "quarta categoria" con relative modifiche ai punteggi delle categorie superiori, e sempre dal 2011, i punti assegnati alla classifica scalatori all'arrivo di tappe di montagna corrispondono alle relative categorie assegnate alla salita. Dal Giro d'Italia 2014 sono stati nuovamente modificati i punteggi delle categorie, esclusa la quarta dove i punti rimangono invariati
| GPM al Giro d'Italia Punteggi in base alla categoria e all'ordine di passaggio in vetta |    |    |    |    |    |    |    |    |    |
| Categoria                                                                               | 1º | 2º | 3º | 4º | 5º | 6º | 7º | 8º | 9º |
| Cima Coppi                                                                              | 40 | 28 | 21 | 15 | 10 | 7  | 4  | 2  | 1  |
| I Categoria                                                                             | 32 | 20 | 14 | 10 | 7  | 4  | 2  | 1  | -  |
| II Categoria                                                                            | 14 | 9  | 6  | 4  | 2  | 1  | -  | -  | -  |
| III Categoria                                                                           | 7  | 4  | 2  | 1  | -  | -  | -  | -  | -  |
| IV Categoria                                                                            | 3  | 2  | 1  | -  | -  | -  | -  | -  | -  |

### Tour de France

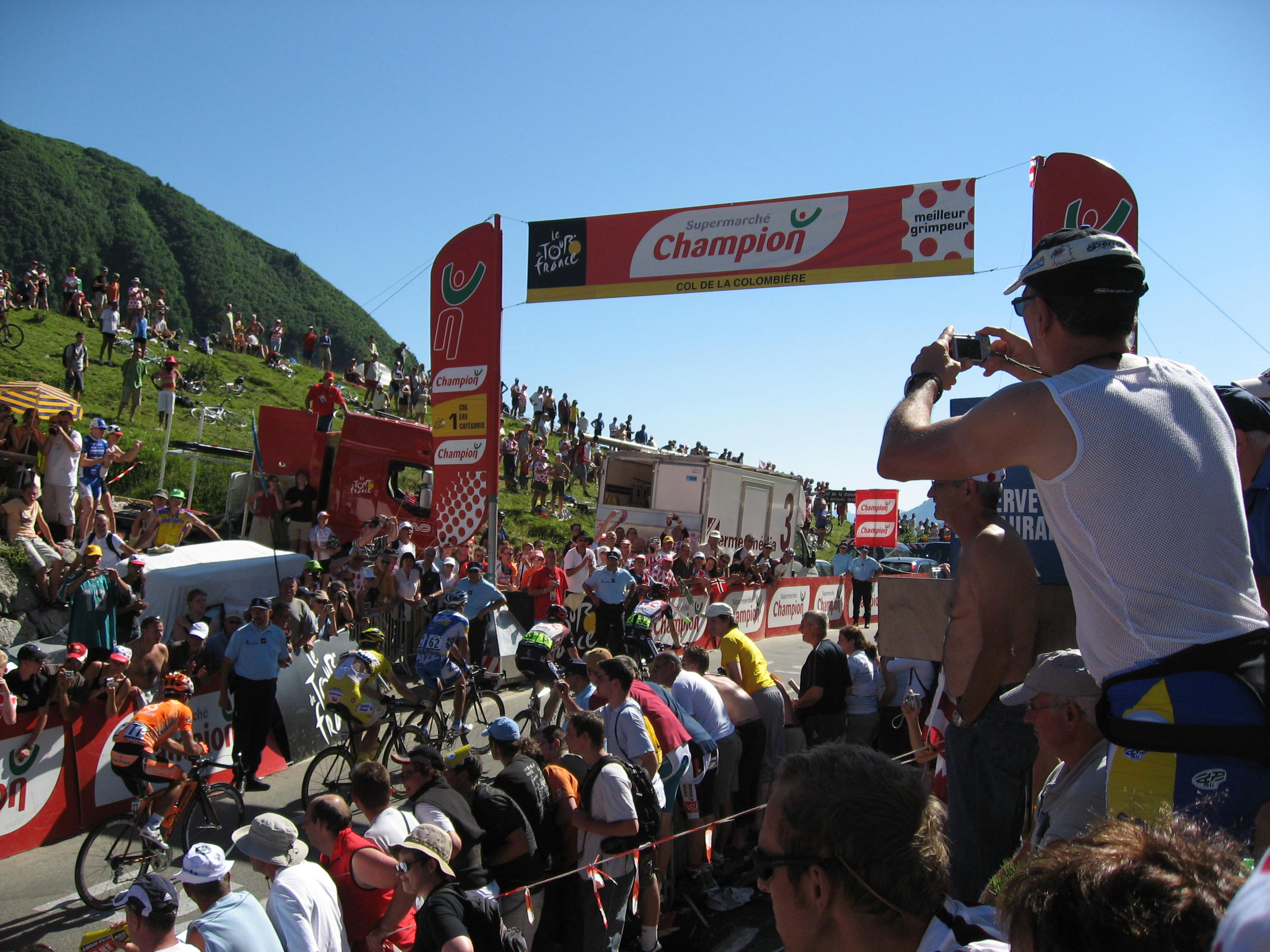
Uno dei Gran Premi della Montagna del Tour de France 2007, il Colle della Colombière.

All'interno del Tour de France i GPM si collocano in cinque categorie. La categoria più alta è costituita dai GPM hors-categorie (letteralmente fuori categoria): si tratta di importanti passi alpini o pirenaici che per ragioni storiche o per particolari caratteristiche tecniche sono considerati in qualche modo più prestigiosi dagli organizzatori. Esempi di GPM che durante le ultime edizioni del Tour sono stati classificati hors-categorie sono il Colle del Galibier nelle Alpi e il Colle del Tourmalet nei Pirenei.
Le altre quattro categorie comprendono tutti i restanti GPM. Il regolamento prevede punteggio doppio per l'ultimo GPM di ogni tappa di montagna. Il primatista di questa classifica è contraddistinto dalla maglia a pois.

### Vuelta a España

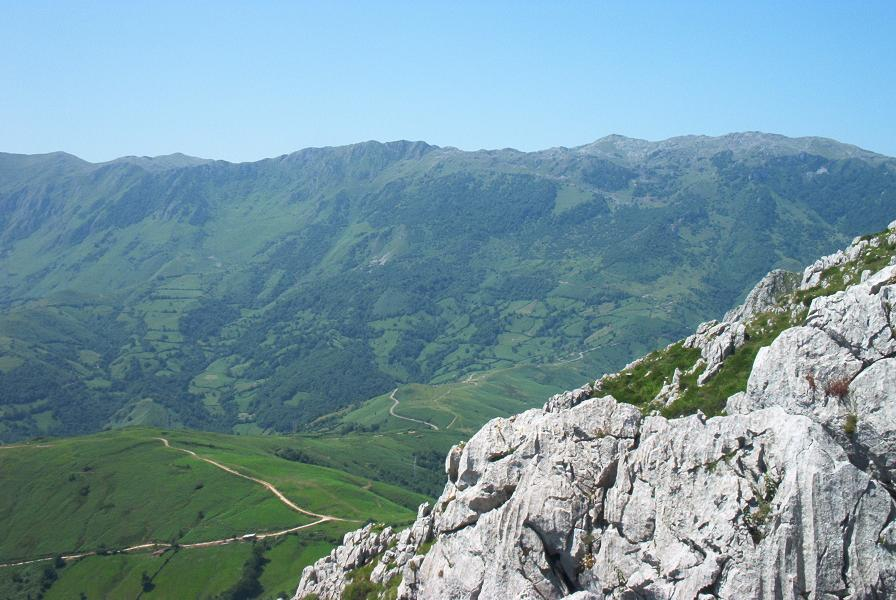
Angliru, salita simbolo della Vuelta a España

Alla Vuelta a España i traguardi validi per il Gran Premio della Montagna sono suddivisi in quattro categorie. La categoria especial comprende le scalate più dure e difficili come, per esempio, quella dell'insidiosissimo Angliru. Ci sono poi le classiche tre categorie: prima, seconda e terza, in ordine decrescente di difficoltà. L'equivalente della cima Coppi è la cima Fernández, mentre il leader di questa classifica è contraddistinto dalla maglia a pois blu.
I punteggi assegnati variano a seconda della categoria: per la categoria especial vanno a punti i primi 12 corridori: si va dai 30 punti per il primo fino ad un punto per il dodicesimo. Nella prima categoria vengono assegnati 16 punti al primo e si arriva a premiare fino al nono (naturalmente con un punto). In seconda categoria vanno a punti i primi sei corridori (da 10 punti ad 1). Infine, nei più facili traguardi di terza categoria sono premiati soltanto i primi quattro (da 6 punti ad 1 per il quarto).